# Albert Edelfelt
Albert Gustaf Aristides Edelfelt (Porvoo, 21 de julho de 1854 - Porvoo, 18 de agosto de 1905) foi um pintor e ilustrador sueco-finlandês.
Albert Edelfelt nasceu em Porvoo, na Finlândia, filho de Carl Albert Edelfelt, arquiteto, e Alexandra Edelfelt, née Brandt. Em 1869 começou seus estudos de arte na Escola de desenho da Sociedade de Arte finlandesa e após ser aprendiz do artista Adolf von Becker de 1871 a 1873, passou por diversas cidades e pintores, o que fez enriqueceu seus conhecimentos. Estudou pintura de história na Antwerp Academy of Art, de 1873 a 1874, antes de tornar-se um aluno de Jean-Léon Gérôme na École Nationale des Beaux-Arts de Paris, de 1874 a 1878. Já em Paris, ele compartilhou um ateliê com o americano Julian Alden Weir, que o apresentou a John Singer Sargent. Estudou também em San Petersburgo.  Casou-se com a Baronesa (friherinnan) Ellan de la Chapelle em 1888, e juntos tiveram um filho. Ele também teve relações românticas com muitas outras mulheres.

## Carreira
Edelfelt foi um dos primeiros artistas finlandeses a conquistar fama mundial. Em Paris teve um sucesso considerável, incluindo o prêmio que recebeu na Exposição Universal de Paris de 1889, uma medalha de ouro. Pintou muitas pessoas famosas, entre elas, Louis Pasteur, Aino Ackté e a família real da Rússia.
Foi um dos fundadores do movimento de arte realista na Finlândia, influenciando e ajudando vários pintores finlandeses mais novos, como Léon Bakst, Akseli Gallen-Kallela e Gunnar Berndtson a progredirem como artistas em Paris. Ganhou uma grã-cruz da Ordem Nacional da Legião de Honra, em 1886, com a pintura de Louis Pasteur na exposição no Salão de Paris.
Albert Edelfelt admirava o poeta Johan Ludvig Runeberg, amigo da família. A empresa de Runeberg teve um impacto duradouro sobre Edelfelt, que de tempos em tempos se voltou para cenas da história finlandesa em suas pinturas. Edelfelt continuou a ilustrar o poema épico de Runeberg, The Tales of Ensign Stål.
Comemorando o 150º aniversário de seu nascimento, o pintor foi escolhido como o tema de uma moeda comemorativa finlandesa, a edição de 100 euros de Albert Edelfelt e a comemorativa de pintura, cunhada em 2004. O reverso mostra um rosto em relevo do artista. 

## Galeria

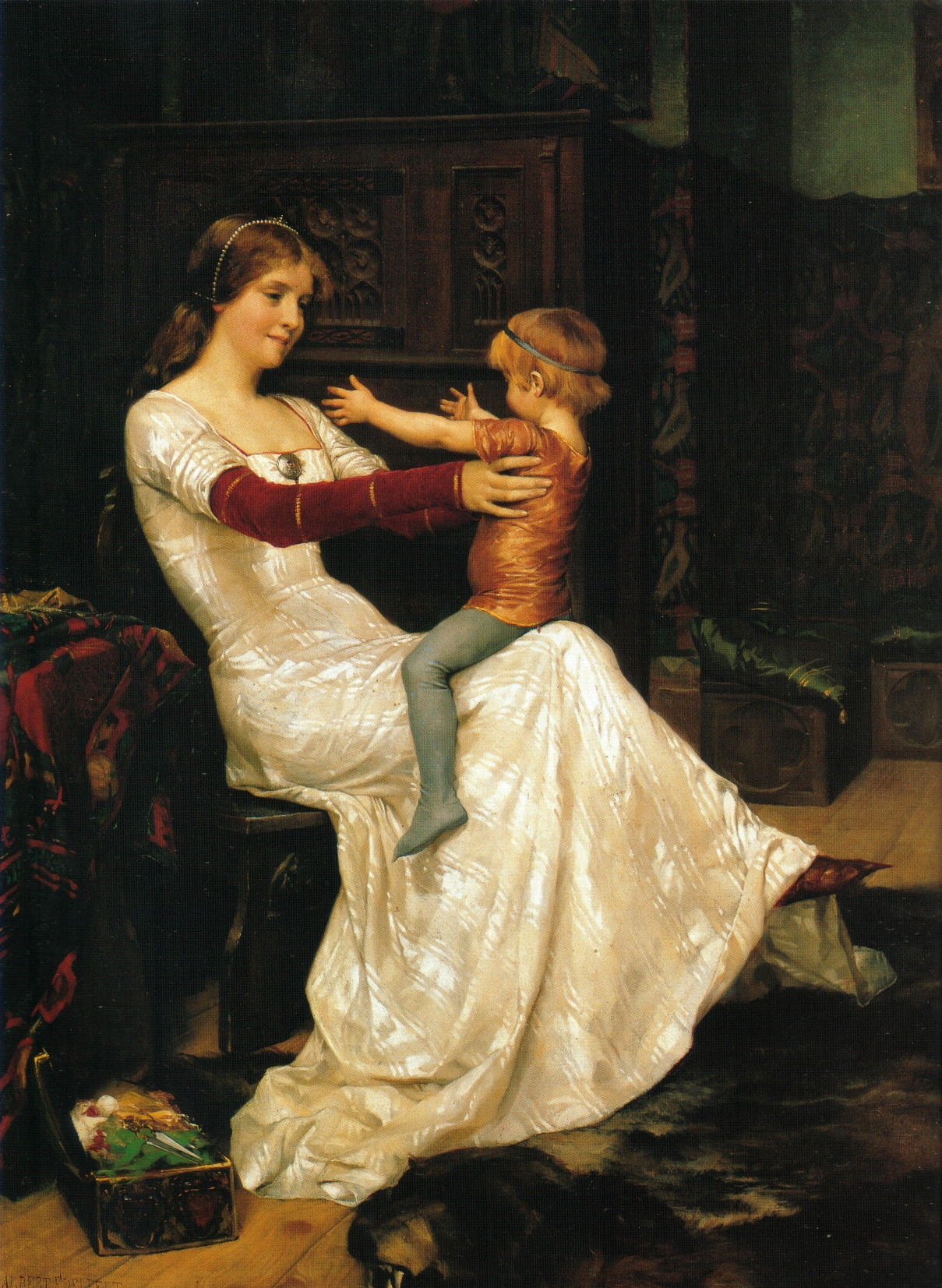
A rainha Blanka (Drottning Blanka, 1877)
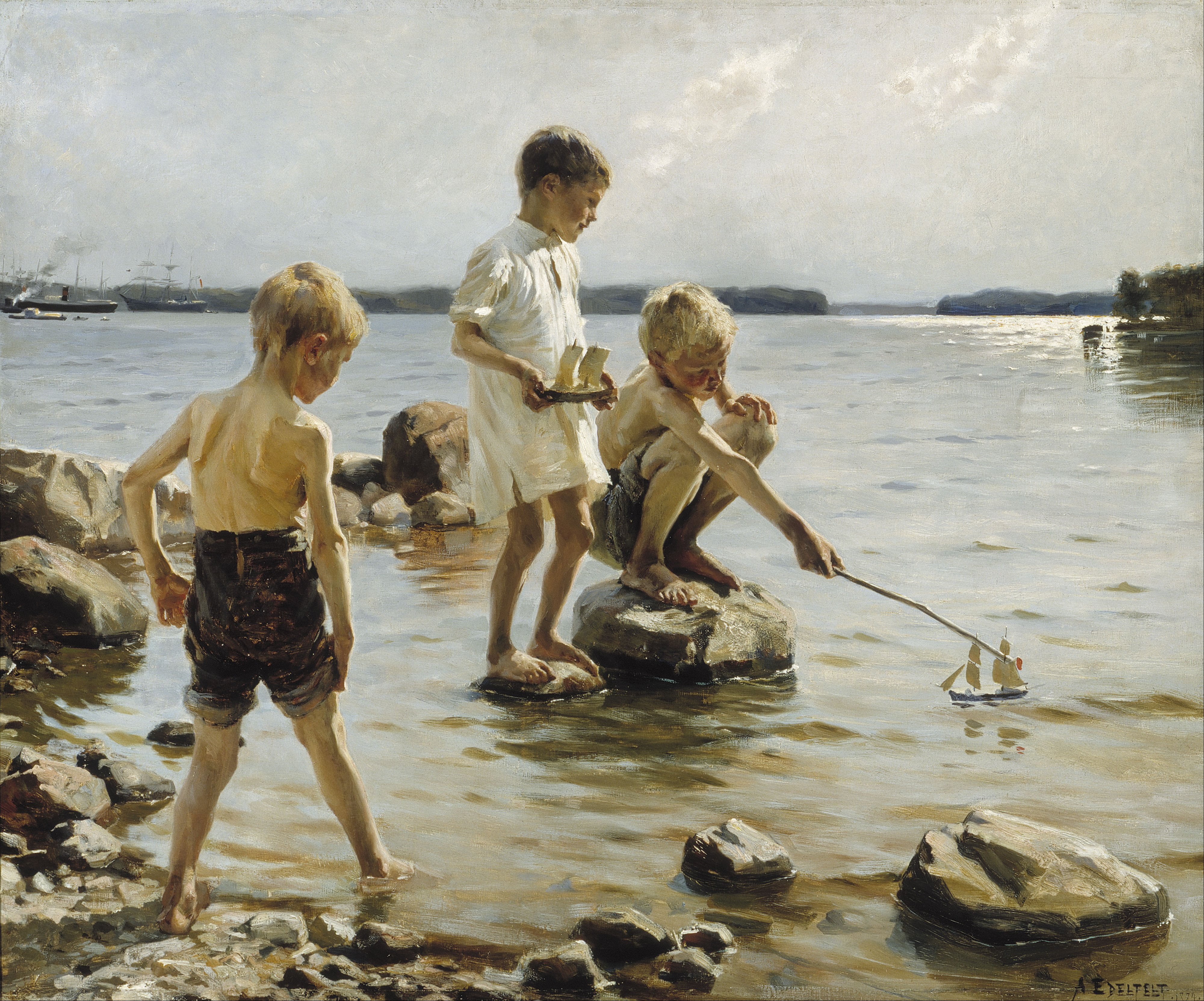
Meninos brincando na praia (Lekande pojkar på stranden, 1884)
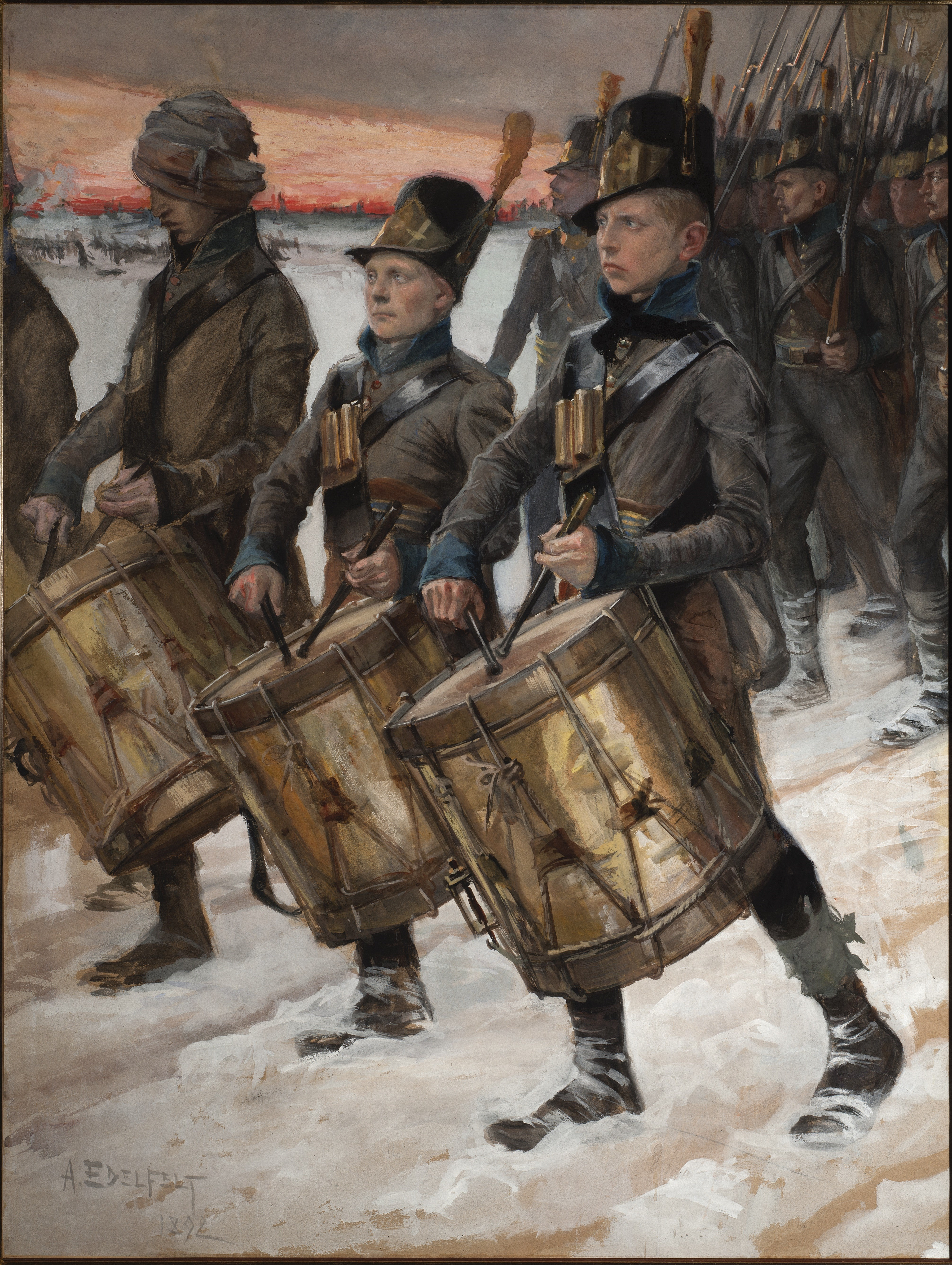
A marcha dos Björneborgarna (Björneborgarnas marsch, 1892)
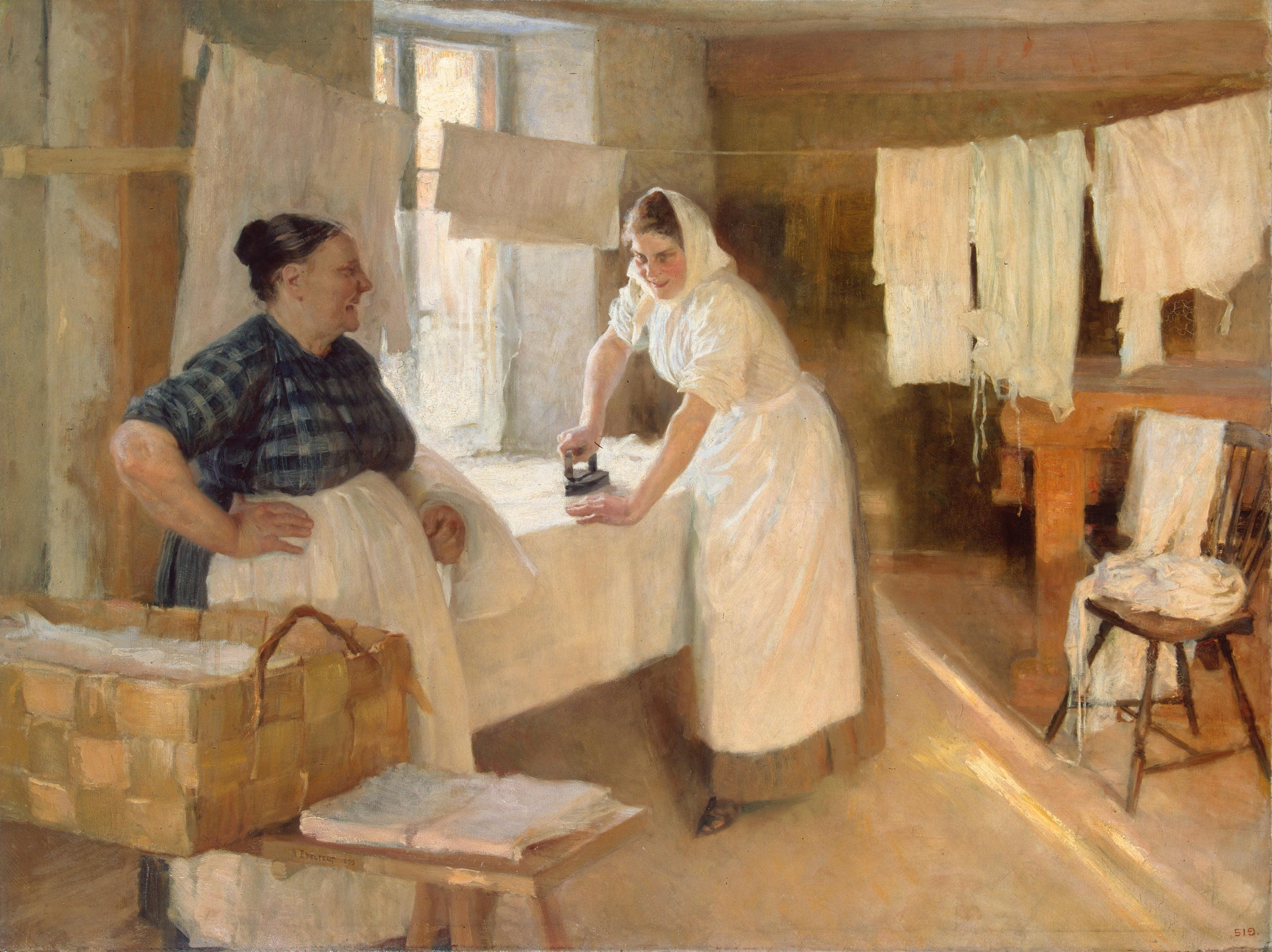
Duas mulheres cuidadndo da roupa lavada (Två kvinnor med tvätt, 1893)